# Limnomys sibuanus
Limnomys sibuanus — один з пацюків (Rattini), ендемік Філіппін, де він присутній на великій висоті в гірському хребті Кітанглад на острові Мінданао.

## Середовище проживання
Цей вид є ендеміком острова Мінданао (Філіппіни), де він обмежений високими висотами від 2000 до 2800 метрів. Він був записаний з гори Апо, гори Кітанглад і гори Малінданг. Населяє первинний гірський і моховий тропічний ліс.

## Загрози й охорона
Місце проживання цього виду не перебуває під загрозою. Цей вид зустрічається в природному парку гори Кітанглад